# 斯塔比奧

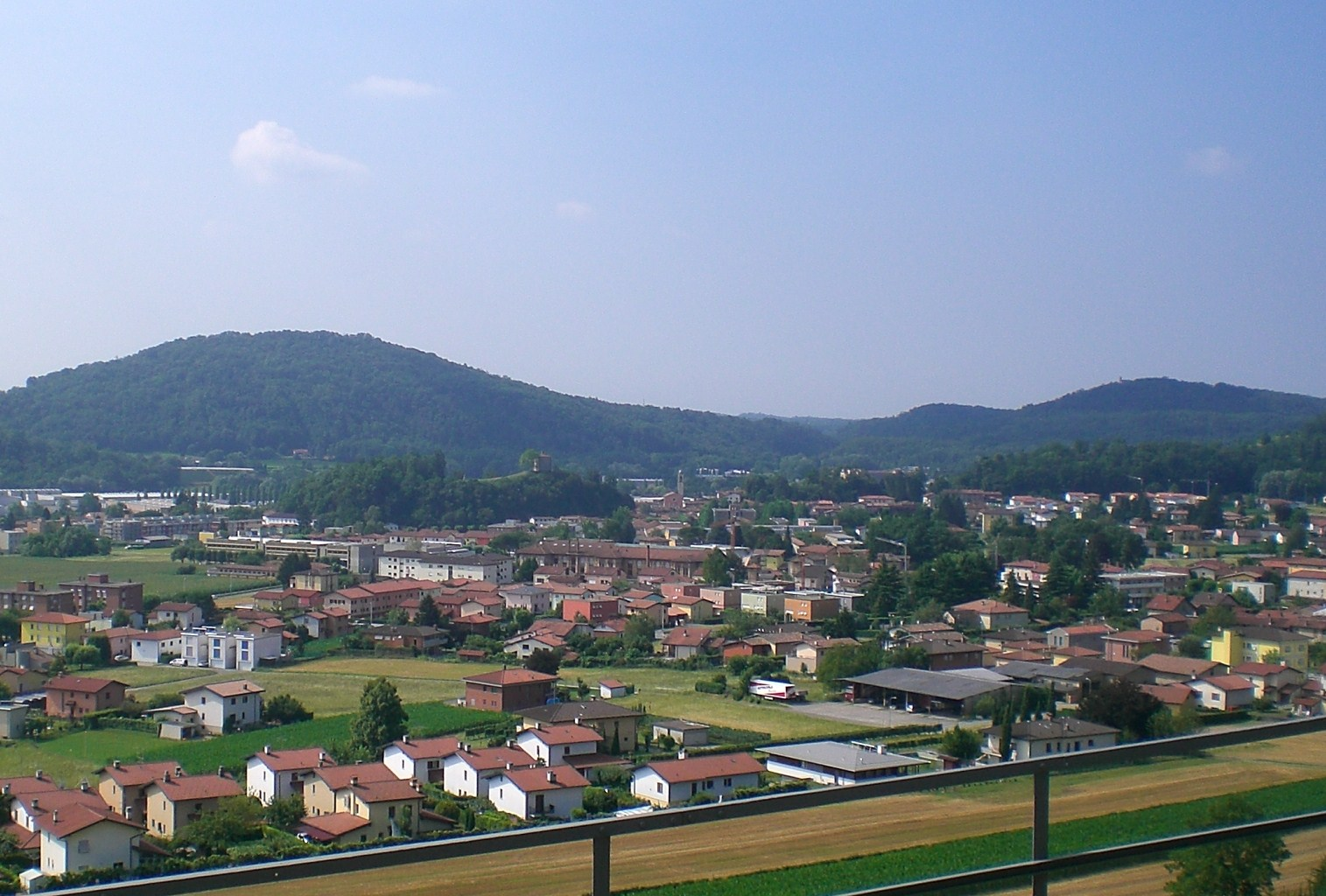

斯塔比奧是瑞士的城鎮，位於該國南部，由提契諾州負責管轄，面積6.15平方公里，海拔高度352米，2011年人口4,371，八成人口信奉羅馬天主教，人口密度每平方公里711人。